# Campeonato Europeo de Rugby League División C 2008
El Campeonato Europeo de Rugby League División C de 2008 fue la primera edición del torneo de tercera división europeo de Rugby League.

## Equipos
- Estonia
- Letonia

## Posiciones
| Equipo  | Encuentros | Encuentros | Encuentros | Encuentros | Tantos  | Tantos    | Tantos     | Puntos |
| Equipo  | jugados    | ganados    | empatados  | perdidos   | a favor | en contra | diferencia | Puntos |
| ------- | ---------- | ---------- | ---------- | ---------- | ------- | --------- | ---------- | ------ |
| Letonia | 2          | 2          | 0          | 0          | 110     | 20        | +90        | 4      |
| Estonia | 2          | 0          | 0          | 2          | 20      | 110       | -90        | 0      |

### Partidos
| 28 de junio | Estonia | 10 - 48 | Letonia |  |  |

| 3 de agosto | Letonia | 62 - 10 | Estonia |  |  |

| Bandera de Letonia |
| Campeón Letonia    |
| Primer título      |